# Liste der Kulturdenkmäler in Wehr (Eifel)
In der Liste der Kulturdenkmäler in Wehr sind alle Kulturdenkmäler der rheinland-pfälzischen Ortsgemeinde Wehr aufgeführt. Grundlage ist die Denkmalliste des Landes Rheinland-Pfalz (Stand: 12. Juni 2023).

## Denkmalzonen
| Bezeichnung                         | Lage                          | Baujahr                | Beschreibung | Bild            |
| ----------------------------------- | ----------------------------- | ---------------------- | --- | --------------- |
| Denkmalzone Steinfeld’sche Propstei | Kellerei und Kirchstraße Lage | ab dem 13. Jahrhundert | bauliche Gesamtanlage aus Pfarrkirche, ehemaligem Propsteigebäude (Kellerei 2), Propsteigarten mit Teich, Friedhof und der den Platz begrenzenden Bebauung | Fotos hochladen |

## Einzeldenkmäler
| Bezeichnung                                       | Lage                                               | Baujahr                     | Beschreibung | Bild                                    |
| ------------------------------------------------- | -------------------------------------------------- | --------------------------- | --- | --------------------------------------- |
| Wegekreuz                                         | Gleeser Straße, bei Nr. 5 Lage                     | 1776                        | Wegekreuz, bezeichnet 1776 | BW                                      |
| Brunnen                                           | Hauptstraße, bei Nr. 13 Lage                       | 1881                        | Brunnen, bezeichnet 1881 | BW                                      |
| Hofanlage                                         | Hauptstraße 19 Lage                                | 19. Jahrhundert             | Tuffquaderbau, Scheune, 19. Jahrhundert; Gesamtanlage; Wohnhaus abgebrochen                                                                                   | BW                                      |
| Wohnhaus                                          | Hauptstraße 29 Lage                                | 18. Jahrhundert             | Fachwerkhaus, teilweise massiv, Krüppelwalmdach, 18. Jahrhundert; großer Brunnen, wohl aus dem 19. Jahrhundert                                                | BW                                      |
| Wegekreuz                                         | Hauptstraße, Ecke Im Winkel Lage                   | 1714                        | Wegekreuz, Nischentyp, bezeichnet 1714 | BW                                      |
| Wegekreuz                                         | Hauptstraße, Ecke Kirchstraße Lage                 | 1700                        | Wegekreuz, bezeichnet 1700 | BW                                      |
| Grundschule                                       | Kellerei 1/2 Lage                                  | 1730                        | ehemalige Propstei; siebzehnachsiger barocker Tuffquaderbau, Mansardwalmdach, bezeichnet 1730                                                                 | Fotos hochladen                         |
| Wohnhaus                                          | Kellerei 7 Lage                                    |                             | Tuffquaderbau | BW                                      |
| Katholische Pfarrkirche St. Potentius und Matinus | Kirchstraße 2 Lage                                 | Anfang des 13. Jahrhunderts | ehemalige Prämonstratenserklosterkirche, spätromanischer Turm, Anfang des 13. Jahrhunderts; barocker Saalbau, 1700–02; mindestens 30 Grabkreuze; Gesamtanlage | weitere Bilder Fotos hochladen          |
| Wegekreuz                                         | Marktstraße                                        | 1762                        | Wegekreuz, bezeichnet 1762 | Direkt Bild zu diesem Denkmal hochladen |
| Wegekreuz                                         | Marktstraße, bei Nr. 50                            | 1777                        | Wegekreuz, Nischentyp, bezeichnet 1777 | Direkt Bild zu diesem Denkmal hochladen |
| Wegekreuz                                         | Niederzissener Straße, Ecke Mittelstraße Lage      | 1691                        | Wegekreuz, Nischentyp, bezeichnet 1691 | BW                                      |
| Wegekreuz                                         | östlich des Ortes an der L 82                      | 19. oder 20. Jahrhundert    | Wegekreuz, skulptiertes Postament, 19. oder 20. Jahrhundert                                                                                                   | Direkt Bild zu diesem Denkmal hochladen |
| Wegekreuz                                         | östlich des Ortes an der L 82                      | 1709                        | Wegekreuz, bezeichnet 1709 | Direkt Bild zu diesem Denkmal hochladen |
| Wegekreuz                                         | südöstlich des Ortes; Distrikt Im Langenbüsch Lage |                             | Wegekreuz, Nischentyp | BW                                      |
| Kapelle                                           | westlich des Ortes am Steigenberger Hof Lage       | 1901                        | kleiner Saalbau, Tuffquader, bezeichnet 1901; Wegekreuz, bezeichnet 1664                                                                                      | weitere Bilder Fotos hochladen          |